# Siron Franco
Siron Franco (n. Goiás Viejo, Goiás; 26 de julio de 1947) es un destacado pintor, dibujante y escultor brasileño. 
Siron Franco pasó su infancia y adolescencia en Goiânia. Estudió con bajo la guía de DJ Oliveira y Cleber Gouveia. 
Comenzó a ganar la vida haciendo y vendiendo retratos de la burguesía de la ciudad. 
A partir del 1965, enfocó su arte en las figuras irreales y grotescas que tenía en su propia mente. 
Entre 1969 y 1971 vivió en Sao Paulo, frecuentó los estudios de Bernardo Cid y Walter Levi en esa ciudad, e integró el grupo que hizo la exposición Surrialism and Fantastic Art at Galería Seta.
Después de ganar el premio Internacional de la Bienal São Paulo en 1975, Siron Franco hizo una gira por Europa entre 1976 y 1978. 
Dueño de una técnica impecable, Siron da una atmósfera dramática a sus imágenes con el uso de tonos oscuros, grises, y marrones. 
Con más de 3 000 piezas creadas, bien como instalaciones e interferencias urbanas, su obra ya fue presentada en más de cien países, incluyendo las más importantes galerías de arte del mundo.
- Datos: Q544072
- Multimedia: Siron Franco / Q544072